# Bouvierella carcinophila
Bouvierella carcinophila är en kräftdjursart som först beskrevs av Édouard Chevreux 1889.  Bouvierella carcinophila ingår i släktet Bouvierella och familjen Calliopiidae. Inga underarter finns listade i Catalogue of Life.